# Fabián Cancelarich
Fabián Oscar Cancelarich (ur. 30 grudnia 1965 w Santa Fe, zm. 14 maja 2024 w Buenos Aires) – argentyński piłkarz grający na pozycji bramkarza.

## Kariera klubowa
Cancelarich rozpoczął zawodową karierę w 1986 roku. Został wtedy piłkarzem klubu Ferro Carril Oeste. Po sześciu latach w 1992 roku został piłkarzem Belgrano Córdoba. Po dwóch latach przeszedł do Newell’s Old Boys, ale jeszcze w 1994 zdecydował się na kolejną zmianę klubu. Został zawodnikiem kolumbijskiego Millonarios FC. Grał tam przez rok, po czym powrócił do Argentyny i został zawodnikiem CA Huracán. W 1997 roku Cancelarich podpisał kontrakt z CA Platense, a dwa lata później powrócił do swojego pierwszego klubu w karierze – Ferro Carril Oeste. W 2000 został zawodnikiem Central Córdoba Rosario i po czterech latach gry w tamtym klubie (w 2004) roku zakończył karierę.

## Kariera reprezentacyjna
Cancelarich był reprezentantem Argentyny w latach 1990–1992. Wystąpił z nią na mundialu w Italii oraz na Copa América 1991, gdzie Argentyńczycy odnieśli zwycięstwo.